# Wyatt Allen
Wyatt Allen, född den 11 januari 1979 i Baltimore, Maryland, är en amerikansk roddare.
Han tog OS-brons i åtta med styrman i samband med de olympiska roddtävlingarna 2008 i Peking.